# Медаља за војничке врлине (СФРЈ)
Медаља за војничке врлине је установљена 29. децембра 1951. Додјељивала се војницима и официрима за нарочито истицање у познавању и вршењу војничких дужности, као и за примјерно војничко држање. Од 1963. умјесто пет, израђује се са шест буктиња у грбу ФНРЈ односно СФРЈ. Укупно је додијељено 115.589 комада.

## Изглед медаље
Медаља за војничке врлине је од брончано патиниране легуре бакра и цинка, у облику круга пречника од 39 мм. На лицу медаље приказане су двије висеће заставе са петокраком звијездом, чија су копља дијагонално укрштена. Иза застава пружа се, с десне и лијеве стране, дуж руба медаље, ловорово лишће, које се на врху завршава петокраком звијездом. У простору између звијезсе, ловоровог лишћа и застава налази се натпис: „Медаља за војничке врлине“. У доњем дијелу медаље налазе се, у пластичној обради, двије ловорове гранчице, чије лишће прелази преко правилног круга. У средини наличја медаље налази се грб Социјалистичке Федеративне Републике Југославије, у горњем полукругу уз руб натпис: „За војничке врлине“, а у доњем дијелу, као и на лицу медаље, пластично израђене ловорове гранчице.
Медаља виси на 40 мм широкој траци, теракот боје, са плавим и бијелим усправним пругама на рубовима, ширине по 2 мм, која је сложена у облику трокута. Врпца је од теракот моариране свиле, ширине 36 мм, са по једном усправном плавом и бијелом пругом са стране, ширине по 1,5 мм. Медаља за војничке врлине носи се на лијевој страни груди.